# Ankylopteryx perpallida
Ankylopteryx perpallida är en insektsart som beskrevs av Banks 1924. Ankylopteryx perpallida ingår i släktet Ankylopteryx och familjen guldögonsländor. Inga underarter finns listade i Catalogue of Life.